# Conectivismo
Conectivismo é uma teoria de aprendizagem utilizada em ciência da computação que se baseia na premissa de que o conhecimento existe no mundo ao contrário do que rezam outras Teorias da Aprendizagem que afirmam que simplesmente existe na cabeça de um indivíduo. Em termos gerais, a teoria da atividade e a cognição distribuída são as disciplinas em torno do paradigma conectivista, como conta o conhecimento que existe dentro de sistemas que são acessados através de pessoas que participam em atividades. Foi apelidado de "uma teoria de aprendizagem para a era digital", devido a como ela tem sido utilizada para explicar o efeito que a tecnologia teve sobre a forma como as pessoas vivem, como elas se comunicam, e como elas aprendem.
A Teoria do Conectivismo foi desenvolvida por George Siemens e Stephen Downes.

## Nós e Links

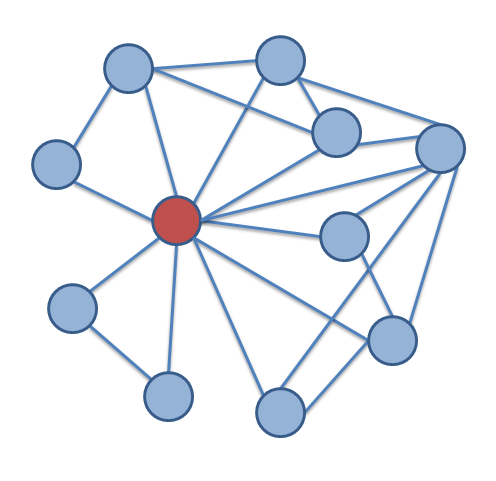
Redes compostas de nós (os círculos) e links/conexões (as hastes)

O aspecto central do Conectivismo é a metáfora de uma rede com nós e conexões. Nesta metáfora, um nó é qualquer coisa que se pode conectar com outro nó como uma organização, uma informação, dados, pessoas, imagens, sentimentos, entre outros. O Conectivismo entende a aprendizagem como o processo de criação de conexões e a ampliação ou o aumento da complexidade da rede. nesta rede nem todas as conexões possuem a mesma força.
A ideia das organizações como sistemas cognitivos onde o conhecimento se distribui através dos nós tem sua origem no Perceptron, no qual se refere a "um paradigma nas ciências cognitivas que vê os fenômenos mentais ou de comportamento como os processos emergentes de redes interconectadas de unidades simples".
A metáfora da rede reconhece a noção de "saber-onde" (a compreensão de onde encontrar o conhecimento quando é necessário) para complementar aos do "saber-como" e "saber-o quê" que conformam os pilares de muitas teorias de aprendizagem.
Como disse Downes: "em seu coração, o conectivismo é a tese de que o conhecimento se distribui através de uma rede de conexões, portanto, a aprendizagem consiste na capacidade de construir e atravessar essas redes" (At its heart, connectivism is the thesis that knowledge is distributed across a network of connections, and therefore that learning consists of the ability to construct and traverse those networks.)

## Princípios

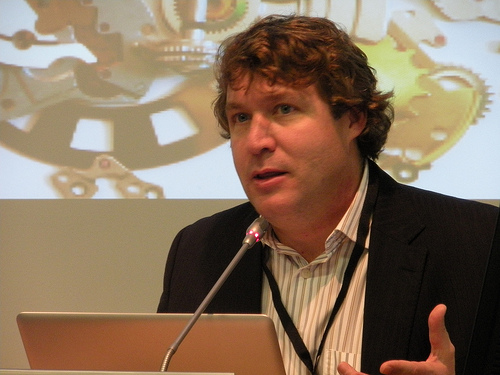
George Siemens na UNESCO Conference, Barcelona, 2009

Em "Conectivismo: Uma teoria da aprendizagem para a era digital", Siemens postula os seguintes princípios:
- A aprendizagem e o conhecimento baseiam-se na diversidade de opiniões;
- A aprendizagem é um processo de conectar nós especializados ou fontes de informação;
- A aprendizagem pode residir em dispositivos não humanos;
- A capacidade de saber mais é mais importante do que aquilo que sabemos num determinado momento;
- Promover e manter conexões é fundamental para facilitar a aprendizagem contínua.
- A capacidade de ver conexões entre ideias, conceitos e áreas de saber é uma habilidade fundamental;
- A Atualização (conhecimento preciso e atual) é a intenção de todas as atividades de aprendizagem conectivistas;
- A tomada de decisão é, em si um processo de aprendizagem. O ato de escolher o que aprender e o significado da informação que se recebe, é visto através da lente de uma realidade em mudança. Uma decisão correta hoje, pode estar equivocada amanhã devido a alterações no ambiente informativo que afeta a decisão.

## Uma teoria alternativa de aprendizagem
O Cognitivismo ainda se apresenta como uma proposta de teoria de aprendizagem alternativa às teorias "tradicionais" que costumam dar base no desenvolvimento de processo educativos em ambientes instrucionais, como ambientes virtuais de aprendizagem ou recursos didáticos como a vídeo-aula ou apresentação de slides. Os dois autores levam em consideração algumas questões para problematizar essas teorias, que foram desenvolvidas em um período onde a aprendizagem não sofria o impacto da tecnologia numa sociedade em rede.

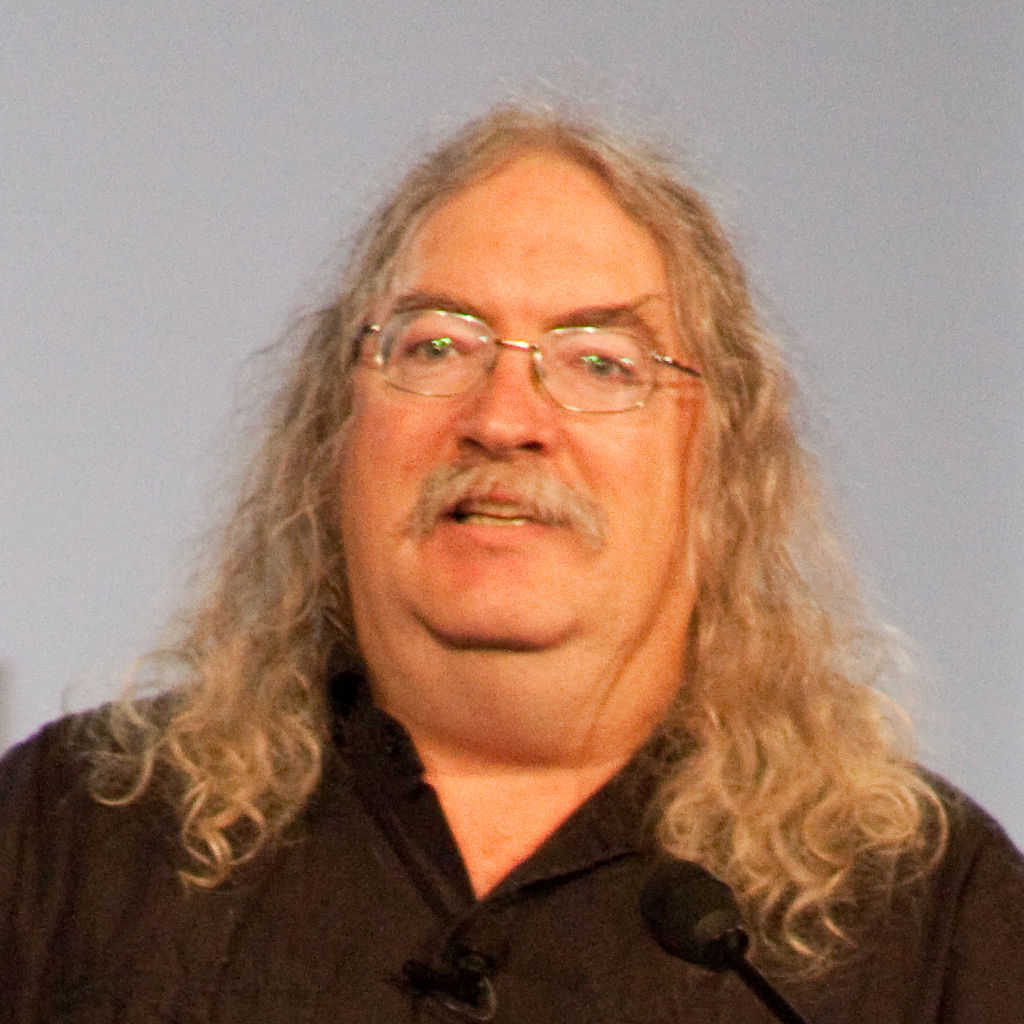
Stephen Downes

As teorias de aprendizagem Behaviorista, Cognitivista e Construtivista teriam, como características, a ideia da transferência de conhecimento e a aprendizagem ocorrendo dentro do indivíduo como uma coisa adquirida, mesmo que em processos sociais. Estas teorias estão focadas no próprio processo de aprendizagem, e não no valor do que está a ser aprendido. Isso acontece por estarem dentro de uma lógica de escassez do conhecimento.
Mas a proposta teórica do Conectivismo entende que o conhecimento não é apenas um produto. Algumas dessas teorias tradicionais limitam o processo de aprendizagem à ambientes formais, não levando em consideração o dinamismo da vida, a experimentação do mundo, o diálogo com diversos atores da sociedade, o pensamento, a reflexão. A aprendizagem é contínua, não é uma atividade que acontece à margem das nossas vidas cotidianas. A aprendizagem é dinâmica, fluída e contínua.
Numa sociedade em rede, onde o conhecimento é abundante e a quantidade de informação cresce exponencialmente, a capacidade de sintetizar e reconhecer conexões e padrões é uma competência valiosa.
"A aprendizagem (definida como conhecimento acionável) pode residir fora de nós mesmos (dentro de uma organização ou base de dados), é focada em conectar conjuntos de informações especializados, e as conexões que nos capacitam a aprender mais são mais importantes que nosso estado atual de conhecimento"

### Críticas ao Conectivismo como Teoria
Plön Verhagen em Connectivism: a new learning theory? explora questões consideradas infundadas, centrando em três áreas:
1. O Conectivismo é uma teoria de aprendizagem ou uma pedagogia?
2. Os princípios preconizados pelo Conectivismo estão presentes em outras teorias da aprendizagem.
3. A aprendizagem pode residir em mecanismos não-humanos?

Bill Kerr, em A Challenge to Connectivism reforça a opinião de Verhagen ao afirmar que as teorias tradicionais atendem de maneira satisfatória às necessidades de uma sociedade organizadas em rede com acesso às tecnologias de hoje, além da apropriação das relações de conhecimentos internos e externos visto no construtivismo social de Lev Vygotsky.
A resposta de Siemens à crítica de Plön Verhagen surge no artigo Connectivism: Learning Theory or Pastime of the Self-Amused?, justificando a sua posição com a análise detalhada das teorias de aprendizagem tradicionais, como se pode ver nesta tabela:
| Propriedades                                                     | Behaviorismo | Cognitivismo                                                        | Construtivismo                                            | Conectivismo                                                                                  |
| ---------------------------------------------------------------- | --- | ------------------------------------------------------------------- | --------------------------------------------------------- | --------------------------------------------------------------------------------------------- |
| Como ocorre a aprendizagem?                                      | Caixa preta – enfoque no comportamento observável                                                                  | Estruturado, computacional                                          | Social, sentido construído por cada aprendente (pessoal). | Distribuído numa rede, social, tecnologicamente potenciado, reconhecer e interpretar padrões. |
| Quais os factores que influenciam aprendizagem?                  | Natureza da recompensa, punição, estímulos.                                                                        | Esquemas (schema) existentes, experiências prévias.                 | Engajamento (engagement), participação, social, cultural. | Diversidade da rede.                                                                          |
| Qual é o papel da memória?                                       | A memória é o inculcar (hardwiring) de experiências repetidas — onde a recompensa e a punição são mais influentes. | Codificação, armazenamento, recuperação (retrieval).                | Conhecimento prévio remisturado para o contexto actual.   | Padrões adaptativos, representativos do estado actual, existente nas redes.                   |
| Como ocorre a transferência?                                     | Estímulo, resposta.                                                                                                | Duplicação dos constructos de conhecimento de quem sabe (“knower”). | Socialização                                              | Conexão (adição) com nós (nodes).                                                             |
| Que tipos de aprendizagem são melhor explicados por esta teoria? | Aprendizagem baseada em tarefas.                                                                                   | Raciocínio, objetivos claros, resolução de problemas.               | Social, vaga (“mal definida”)                             | Aprendizagem complexa, núcleo que muda rapidamente, diversas fontes de conhecimento.          |

Quadro 4. Teorias da Aprendizagem. George Siemens (2006: 36).